# FC Lourdes
El FC Lourdes es un club de rugby de Francia de la ciudad de Lourdes de la región de Occitania.
Compite actualmente en la Fédérale 1, la quinta división de rugby de Francia.

## Historia
El primer título del club fue en 1948 luego de vencer 11 a 3 al equipo de Toulon, desde ahí el club obtuvo 8 campeonatos nacionales y varias copas nacionales
Su máximo logro en la primera categoría del rugby de Francia fue el tricampeonato entre 1956 y 1958, en dicha categoría ha logrado 8 consagraciones.
Mientras que en las copas nacionales ha obtenido el bicampeonato de la Copa de Francia en 1950 y 1951, y el trofeo Yves du Manoir en seis ocasiones.
La última vez que participó en la primera categoría fue en la temporada 1993-94 desde ahí el club ha comenzado una decadencia que ha amenazado incluso con la desafiliación luego de estar a punto de descender de la última categoría del sistema de ligas de Francia.

## Palmarés
- Campeonato de Francia (8): 1947-48, 1951-52, 1952-53, 1955-56, 1956-57, 1957-58, 1959-60, 1967-68[3]
- Copa de Francia (2): 1950, 1951.
- Desafío Yves du Manoir (6): 1953, 1954, 1956, 1966, 1967, 1981.
- Subcampeón Top 14 (3): 1944-45, 1945-46, 1954-55

## Jugadores destacados
| - Clément Dupont - Eugène Buzy - Robert Soro - Antoine Labazuy - Jean Prat - Maurice Prat - Henri Rancoule - Jean Barthe - Henri Domec - Claude Lacaze - Pierre Lacaze - Louis Guinle - Thomas Mantérola - Roger Martine - Michel Crauste | - Arnaud Marquesuzaa - Bertrand Fourcade - Jean Gachassin - Michel Arnaudet - Jean-Henri Mir - André Abadie - André Campaes - Alain Caussade - Manuel Carpentier - Pierre Berbizier - Michel Crémaschi - Jean-Pierre Garuet - Louis Armary - Ganó Rivero |